# Max Rockmann
Maximilian Rockmann (* 25. November 1988 in Berlin) ist ein deutscher Basketballtrainer und ehemaliger -spieler. Er bestritt für Hagen und Crailsheim insgesamt 35 Spiele in der Basketball-Bundesliga.
Rockmann spielte lange in den zweithöchsten (2. Bundesliga ProA) und dritthöchsten (2. Bundesliga ProB) Ligen in Deutschland. Zwischenzeitlich legte er einen zweijährigen Studienaufenthalt in den Vereinigten Staaten ein.

## Karriere

### Spieler
Rockmann spielte als Jugendlicher bei den Vereinen BBC Berlin und Marzahner Basket Bären.
Er war im Premierenjahr der Nachwuchs-Basketball-Bundesliga (NBBL) Mitglied der Jugendmannschaft des Erstligisten Alba Berlin, die jedoch zum damaligen Zeitpunkt den Einzug in das NBBL Top Four verpasste. Zudem war der ehemalige Jugend-Nationalspieler bei den Herren in der Zweitligamannschaft des damaligen Kooperationspartners TuS Lichterfelde, auch TuSLi abgekürzt, aktiv, für den er in der Saison 2006/07 seine ersten vier Einsätze in der Gruppe Nord der zweithöchsten deutschen Spielklasse verbuchte. Nach dem Klassenerhalt auf dem drittletzten Tabellenplatz wurden die Lichterfelder bei der folgenden Umgliederung nach hierarchischen statt geographischen Gesichtspunkten in der nunmehr dritthöchsten Spielklasse ProB einsortiert. In der ProB-Saison 2007/08 verpasste der TuSLi mit Rockmann, der nach altersgemäßem Ende seiner NBBL-Zeit nunmehr regelmäßig bei den Herren eingesetzt wurde, nur knapp den Klassenerhalt und stieg in die Regionalliga ab. Ein Jahr später entschloss sich Rockmann zu einem Studienaufenthalt in den Vereinigten Staaten, wo er an der University of Missouri–Kansas City für die Hochschulmannschaft Kangaroos damals in der NCAA-Conference The Summit League spielte. Nach nur fünf Einsätzen in seiner ersten Spielzeit kam Rockmann als Sophomore zwar regelmäßig zum Einsatz, aber ohne mit seinen Statistiken überzeugen zu können. Da die Kangaroos auch während Rockmanns Spielzeit eine Qualifikation für ein landesweites „NCAA-Postseason-Turnier“ verpassten, blieb seine Studienzeit in den USA sportlich ohne besondere Höhepunkte und er entschloss sich nach zwei Jahren 2011 zur Rückkehr nach Deutschland.
Zurück in Deutschland bekam Rockmann einen Vertrag beim Erstligisten Phoenix Hagen, für den er in der Bundesliga-Runde 2011/12 auf 21 Einsätze mit durchschnittlich etwas mehr als fünf Minuten Einsatzzeit pro Spiel kam. Die Hagener schafften auf dem viertletzten Platz erneut den Klassenerhalt und Rockmann wechselte zurück in die zweite Liga zu den Cuxhaven BasCats. In der zweithöchsten Spielklasse 2. Bundesliga ProA schafften die Cuxhavener 2013 auf dem fünften Hauptrundenplatz den Einzug in die Play-offs um den Aufstieg, in denen sie jedoch in der ersten Runde ausschieden. Rockmanns Spielanteile in Cuxhaven waren auf über 25 Minuten pro Spiel angestiegen und er trug mit über acht Punkten pro Spiel auch deutlich zum Mannschaftserfolg bei. Zur folgenden Zweitligasaison 2013/14 wechselte Rockmann erstmals nach Süddeutschland und wurde vom Ligakonkurrenten VfL Kirchheim Knights verpflichtet, der als vormaliger ProA-Vizemeister 2012 nur dank einer Wildcard 2013 den Klassenerhalt geschafft hatte. Mit mehr als elf Punkten pro Spiel und einer deutlich verbesserten Trefferquote beim Distanzwurf von hinter der Dreipunktelinie konnte Rockmann mithelfen, dass die Knights sich in der Saison 2013/14 deutlich verbesserten und auf dem zehnten Platz nur knapp am Einzug in die Play-offs scheiterten. Daraufhin wurde Rockmann vom ProA-Vizemeister und Erstliga-Aufsteiger Crailsheim verpflichtet, für den er in der Hinrunde der Bundesliga-Spielzeit 2014/15 weitere 14 Erstliga-Einsätze hatte, wobei seine Spielanteile auf weniger als durchschnittlich zehn Minuten pro Spiel limitiert blieben. Rockmann verließ daraufhin nach dem Ende seines befristeten Vertrages den Aufsteiger, der zu diesem Zeitpunkt als Tabellenletzter erst zwei Spiele gewonnen hatte.
Nach seinem Vertragsende bei den Merlins Anfang 2015 wechselte Rockmann zurück in die ProA zum Neuling Hamburg Towers, der auf dem achten Hauptrundenplatz den sofortigen Einzug in die Play-offs um den Aufstieg erreichte. Dort verlor man jedoch deutlich in der ersten Runde gegen den vormaligen Erstliga-Absteiger und Hauptrundenersten s.Oliver Baskets Würzburg. Zur folgenden ProA-Spielzeit 2015/16 wechselte Rockmann zum Ligakonkurrenten MLP Academics Heidelberg, bei dem er den scheidenden Mannschaftskapitän Nico Adamczak ersetzte, der ebenfalls gebürtig aus Berlin stammt.
Nach dem Ende der Saison 2015/16 verließ Rockmann Heidelberg und unterschrieb einen Vertrag bei den Artland Dragons Quakenbrück aus der 2. Bundesliga ProB. Dort wurde er Mannschaftskapitän, im Sommer 2018 rückte er mit den Niedersachsen im Rahmen einer Lizenzübertragung in die 2. Bundesliga ProA auf. Im November 2018 verließ Rockmann die Niedersachsen und kehrte nach Kirchheim zurück.
In der Sommerpause 2019 wechselte er zum Regionalligisten Baskets Wolmirstedt und wurde dort als „Königstransfer“ vorgestellt. Im Juni 2021 stieg er mit Wolmirstedt in die 2. Bundesliga ProB auf, anschließend wechselte er zum SSV Lokomotive Bernau (2. Bundesliga ProB).

### Trainer
Während seiner Bernauer Zeit war Rockmann, der ein Studium im Fach Angewandte Psychologie abschloss, neben seiner Spielertätigkeit beim SSV Lokomotive auch als Jugendtrainer (Co-Trainer der männlichen U16 in der Jugend-Basketball-Bundesliga) beschäftigt und hatte des Weiteren bei der Jugendauswahl des Berliner Basketball-Verbands das Amt des Co-Trainers inne. Im Sommer 2023 trat er eine Trainerstelle (1. Regionalliga und Jugendarbeit) beim BBC Rendsburg an. Nach zwei Jahren in Rendsburg verließ Rockmann den Verein. Er wurde Assistenztrainer beim Drittligisten Itzehoe Eagles.